# Tour de Polonia 2019
La 76.ª edición de la competición ciclista Tour de Polonia fue una carrera de ciclismo en ruta por etapas que se celebró entre el 3 y el 9 de agosto de 2019 en Polonia con inicio en la ciudad de Cracovia y final en el municipio de Bukowina Tatrzańska sobre un recorrido de 1036,2 kilómetros.
La carrera formó parte del UCI WorldTour 2019, siendo la vigésima novena competición del calendario de máxima categoría mundial. El vencedor final fue el ruso Pavel Sivakov del INEOS seguido del australiano Jai Hindley del Sunweb y el italiano Diego Ulissi del UAE Emirates.

## Equipos participantes
Tomaron parte en la carrera 22 equipos: 18 de categoría UCI WorldTeam, 3 de categoría Profesional Continental y la selección nacional de Polonia, formando así un pelotón de 153 ciclistas de los que acabaron 110. Los equipos participantes fueron:
| WorldTeams (18)- AG2R La Mondiale - Astana - Bahrain-Merida - Bora-hansgrohe - CCC Team - Deceuninck-Quick Step - Dimension Data - EF Education First - Groupama-FDJ - Team Jumbo-Visma - Lotto Soudal - Mitchelton-Scott - Movistar Team - Katusha-Alpecin - Ineos - Team Sunweb - Trek-Segafredo - UAE Team Emirates Equipos continentales profesionales (3)- Team Novo Nordisk - Cofidis, Solutions Crédits - Gazprom-RusVelo Equipo nacional- Polonia |
| |

## Recorrido
El Tour de Polonia dispuso de siete etapas dividido en tres etapas llanas, una de media montaña, y tres etapas de alta montaña, para un recorrido total de 1036,2 kilómetros.
| Etapa     | Fecha    | Recorrido                                 | type                   | Distancia (km) | Ganador          | Líder            |
| --------- | -------- | ----------------------------------------- | ---------------------- | -------------- | ---------------- | ---------------- |
| 1.ª etapa | 3 de ago | Cracovia – Cracovia                       | etapa llana            | 132            | Pascal Ackermann | Pascal Ackermann |
| 2.ª etapa | 4 de ago | Tarnowskie Góry – Katowice                | etapa llana            | 153            | Luka Mezgec      | Pascal Ackermann |
| 3.ª etapa | 5 de ago | Estadio de Silesia – Zabrze               | etapa llana            | 150,5          | Pascal Ackermann | Pascal Ackermann |
| 4.ª etapa | 6 de ago | Jaworzno – Kocierz (Beskid Mały)          | etapa de montaña       | 133,7          | etapa cancelada  | Pascal Ackermann |
| 5.ª etapa | 7 de ago | Minas de sal de Wieliczka – Bielsko-Biała | etapa de media montaña | 154            | Luka Mezgec      | Pascal Ackermann |
| 6.ª etapa | 8 de ago | Zakopane – Kościelisko                    | etapa de montaña       | 160            | Jonas Vingegaard | Jonas Vingegaard |
| 7.ª etapa | 9 de ago | Bukowina Tatrzańska – Bukowina Tatrzańska | etapa de montaña       | 153            | Matej Mohorič    | Pavel Sivakov    |

## Desarrollo de la carrera

### 1.ª etapa
| Cracovia - Cracovia | etapa llana | (132 km) |

| \| Clasificación de la etapa \| Clasificación de la etapa \| Clasificación de la etapa \| Clasificación de la etapa \| Clasificación de la etapa \| \| Ciclista \| Ciclista \| Equipo \| Tiempo \| \| \| ------------------------- \| ------------------------- \| ------------------------- \| ------------------------- \| ------------------------- \| \| 1.º \| Pascal Ackermann \| Bora-Hansgrohe \| 2 h 57 min 58 s \| \| \| 2.º \| Fernando Gaviria \| UAE Team Emirates \| + 0 s \| \| \| 3.º \| Fabio Jakobsen \| Deceuninck-Quick Step \| + 0 s \| \| \| 4.º \| Max Walscheid \| Team Sunweb \| + 0 s \| \| \| 5.º \| Danny van Poppel \| Team Jumbo-Visma \| + 0 s \| \| \| 6.º \| Jakub Mareczko \| CCC Team \| + 0 s \| \| \| 7.º \| Sacha Modolo \| EF Education First \| + 0 s \| \| \| 8.º \| Paweł Franczak \| Polonia \| + 0 s \| \| \| 9.º \| John Degenkolb \| Trek-Segafredo \| + 0 s \| \| \| 10.º \| Luka Mezgec \| Mitchelton-Scott \| + 0 s \| \| |                  |                       |                 |
| |                  |                       |                 |
| |                  |                       |                 |
| Clasificación de la etapa |                  |                       |                 |
| Ciclista | Ciclista         | Equipo                | Tiempo          |
| 1.º | Pascal Ackermann | Bora-Hansgrohe        | 2 h 57 min 58 s |
| 2.º | Fernando Gaviria | UAE Team Emirates     | + 0 s           |
| 3.º | Fabio Jakobsen   | Deceuninck-Quick Step | + 0 s           |
| 4.º | Max Walscheid    | Team Sunweb           | + 0 s           |
| 5.º | Danny van Poppel | Team Jumbo-Visma      | + 0 s           |
| 6.º | Jakub Mareczko   | CCC Team              | + 0 s           |
| 7.º | Sacha Modolo     | EF Education First    | + 0 s           |
| 8.º | Paweł Franczak   | Polonia               | + 0 s           |
| 9.º | John Degenkolb   | Trek-Segafredo        | + 0 s           |
| 10.º | Luka Mezgec      | Mitchelton-Scott      | + 0 s           |

| \| Clasificación general \| Clasificación general \| Clasificación general \| Clasificación general \| Clasificación general \| \| Ciclista \| Ciclista \| Equipo \| Tiempo \| \| \| --------------------- \| --------------------- \| --------------------- \| --------------------- \| --------------------- \| \| 1.º \| Pascal Ackermann \| Bora-Hansgrohe \| 2 h 57 min 48 s \| \| \| 2.º \| Jakub Kaczmarek \| Polonia \| + 3 s \| \| \| 3.º \| Fernando Gaviria \| UAE Team Emirates \| + 4 s \| \| \| 4.º \| Charles Planet \| Team Novo Nordisk \| + 4 s \| \| \| 5.º \| Fabio Jakobsen \| Deceuninck-Quick Step \| + 6 s \| \| \| 6.º \| Adrian Kurek \| Polonia \| + 7 s \| \| \| 7.º \| Matej Mohorič \| Bahrain-Merida \| + 9 s \| \| \| 8.º \| Quentin Jauregui \| AG2R La Mondiale \| + 9 s \| \| \| 9.º \| Max Walscheid \| Team Sunweb \| + 10 s \| \| \| 10.º \| Danny van Poppel \| Team Jumbo-Visma \| + 10 s \| \| |                  |                       |                 |
| |                  |                       |                 |
| |                  |                       |                 |
| Clasificación general |                  |                       |                 |
| Ciclista | Ciclista         | Equipo                | Tiempo          |
| 1.º | Pascal Ackermann | Bora-Hansgrohe        | 2 h 57 min 48 s |
| 2.º | Jakub Kaczmarek  | Polonia               | + 3 s           |
| 3.º | Fernando Gaviria | UAE Team Emirates     | + 4 s           |
| 4.º | Charles Planet   | Team Novo Nordisk     | + 4 s           |
| 5.º | Fabio Jakobsen   | Deceuninck-Quick Step | + 6 s           |
| 6.º | Adrian Kurek     | Polonia               | + 7 s           |
| 7.º | Matej Mohorič    | Bahrain-Merida        | + 9 s           |
| 8.º | Quentin Jauregui | AG2R La Mondiale      | + 9 s           |
| 9.º | Max Walscheid    | Team Sunweb           | + 10 s          |
| 10.º | Danny van Poppel | Team Jumbo-Visma      | + 10 s          |

### 2.ª etapa
| Tarnowskie Góry - Katowice | etapa llana | (153 km) |

| \| Clasificación de la etapa \| Clasificación de la etapa \| Clasificación de la etapa \| Clasificación de la etapa \| Clasificación de la etapa \| \| Ciclista \| Ciclista \| Equipo \| Tiempo \| \| \| ------------------------- \| ------------------------- \| ------------------------- \| ------------------------- \| ------------------------- \| \| 1.º \| Luka Mezgec \| Mitchelton-Scott \| 3 h 32 min 42 s \| \| \| 2.º \| Fernando Gaviria \| UAE Team Emirates \| + 0 s \| \| \| 3.º \| Pascal Ackermann \| Bora-Hansgrohe \| + 0 s \| \| \| 4.º \| Danny van Poppel \| Team Jumbo-Visma \| + 0 s \| \| \| 5.º \| Marc Sarreau \| Groupama-FDJ \| + 0 s \| \| \| 6.º \| Max Walscheid \| Team Sunweb \| + 0 s \| \| \| 7.º \| Sacha Modolo \| EF Education First \| + 0 s \| \| \| 8.º \| Clément Venturini \| AG2R La Mondiale \| + 0 s \| \| \| 9.º \| Matej Mohorič \| Bahrain-Merida \| + 0 s \| \| \| 10.º \| Enzo Wouters \| Lotto-Soudal \| + 0 s \| \| |                   |                    |                 |
| |                   |                    |                 |
| |                   |                    |                 |
| Clasificación de la etapa |                   |                    |                 |
| Ciclista | Ciclista          | Equipo             | Tiempo          |
| 1.º | Luka Mezgec       | Mitchelton-Scott   | 3 h 32 min 42 s |
| 2.º | Fernando Gaviria  | UAE Team Emirates  | + 0 s           |
| 3.º | Pascal Ackermann  | Bora-Hansgrohe     | + 0 s           |
| 4.º | Danny van Poppel  | Team Jumbo-Visma   | + 0 s           |
| 5.º | Marc Sarreau      | Groupama-FDJ       | + 0 s           |
| 6.º | Max Walscheid     | Team Sunweb        | + 0 s           |
| 7.º | Sacha Modolo      | EF Education First | + 0 s           |
| 8.º | Clément Venturini | AG2R La Mondiale   | + 0 s           |
| 9.º | Matej Mohorič     | Bahrain-Merida     | + 0 s           |
| 10.º | Enzo Wouters      | Lotto-Soudal       | + 0 s           |

| \| Clasificación general \| Clasificación general \| Clasificación general \| Clasificación general \| Clasificación general \| \| Ciclista \| Ciclista \| Equipo \| Tiempo \| \| \| --------------------- \| --------------------- \| --------------------- \| --------------------- \| --------------------- \| \| 1.º \| Pascal Ackermann \| Bora-Hansgrohe \| 6 h 30 min 26 s \| \| \| 2.º \| Charles Planet \| Team Novo Nordisk \| + 1 s \| \| \| 3.º \| Fernando Gaviria \| UAE Team Emirates \| + 2 s \| \| \| 4.º \| Luka Mezgec \| Mitchelton-Scott \| + 4 s \| \| \| 5.º \| Paweł Franczak \| Polonia \| + 6 s \| \| \| 6.º \| Jakub Kaczmarek \| Polonia \| + 7 s \| \| \| 7.º \| Fabio Jakobsen \| Deceuninck-Quick Step \| + 10 s \| \| \| 8.º \| Benjamin Swift \| Team Ineos \| + 12 s \| \| \| 9.º \| Quentin Jauregui \| AG2R La Mondiale \| + 12 s \| \| \| 10.º \| Matej Mohorič \| Bahrain-Merida \| + 13 s \| \| |                  |                       |                 |
| |                  |                       |                 |
| |                  |                       |                 |
| Clasificación general |                  |                       |                 |
| Ciclista | Ciclista         | Equipo                | Tiempo          |
| 1.º | Pascal Ackermann | Bora-Hansgrohe        | 6 h 30 min 26 s |
| 2.º | Charles Planet   | Team Novo Nordisk     | + 1 s           |
| 3.º | Fernando Gaviria | UAE Team Emirates     | + 2 s           |
| 4.º | Luka Mezgec      | Mitchelton-Scott      | + 4 s           |
| 5.º | Paweł Franczak   | Polonia               | + 6 s           |
| 6.º | Jakub Kaczmarek  | Polonia               | + 7 s           |
| 7.º | Fabio Jakobsen   | Deceuninck-Quick Step | + 10 s          |
| 8.º | Benjamin Swift   | Team Ineos            | + 12 s          |
| 9.º | Quentin Jauregui | AG2R La Mondiale      | + 12 s          |
| 10.º | Matej Mohorič    | Bahrain-Merida        | + 13 s          |

### 3.ª etapa
| Estadio de Silesia - Zabrze | etapa llana | (150,5 km) |

| \| Clasificación de la etapa \| Clasificación de la etapa \| Clasificación de la etapa \| Clasificación de la etapa \| Clasificación de la etapa \| \| Ciclista \| Ciclista \| Equipo \| Tiempo \| \| \| ------------------------- \| ------------------------- \| ------------------------- \| ------------------------- \| ------------------------- \| \| 1.º \| Pascal Ackermann \| Bora-Hansgrohe \| 3 h 29 min 41 s \| \| \| 2.º \| Danny van Poppel \| Team Jumbo-Visma \| + 0 s \| \| \| 3.º \| Mads Pedersen \| Trek-Segafredo \| + 0 s \| \| \| 4.º \| John Degenkolb \| Trek-Segafredo \| + 0 s \| \| \| 5.º \| Max Walscheid \| Team Sunweb \| + 0 s \| \| \| 6.º \| Mark Cavendish \| Dimension Data \| + 0 s \| \| \| 7.º \| Marc Sarreau \| Groupama-FDJ \| + 0 s \| \| \| 8.º \| Andrea Peron \| Team Novo Nordisk \| + 0 s \| \| \| 9.º \| Fernando Gaviria \| UAE Team Emirates \| + 0 s \| \| \| 10.º \| Matej Mohorič \| Bahrain-Merida \| + 0 s \| \| |                  |                   |                 |
| |                  |                   |                 |
| |                  |                   |                 |
| Clasificación de la etapa |                  |                   |                 |
| Ciclista | Ciclista         | Equipo            | Tiempo          |
| 1.º | Pascal Ackermann | Bora-Hansgrohe    | 3 h 29 min 41 s |
| 2.º | Danny van Poppel | Team Jumbo-Visma  | + 0 s           |
| 3.º | Mads Pedersen    | Trek-Segafredo    | + 0 s           |
| 4.º | John Degenkolb   | Trek-Segafredo    | + 0 s           |
| 5.º | Max Walscheid    | Team Sunweb       | + 0 s           |
| 6.º | Mark Cavendish   | Dimension Data    | + 0 s           |
| 7.º | Marc Sarreau     | Groupama-FDJ      | + 0 s           |
| 8.º | Andrea Peron     | Team Novo Nordisk | + 0 s           |
| 9.º | Fernando Gaviria | UAE Team Emirates | + 0 s           |
| 10.º | Matej Mohorič    | Bahrain-Merida    | + 0 s           |

| \| Clasificación general \| Clasificación general \| Clasificación general \| Clasificación general \| Clasificación general \| \| Ciclista \| Ciclista \| Equipo \| Tiempo \| \| \| --------------------- \| --------------------- \| --------------------- \| --------------------- \| --------------------- \| \| 1.º \| Pascal Ackermann \| Bora-Hansgrohe \| 9 h 59 min 57 s \| \| \| 2.º \| Fernando Gaviria \| UAE Team Emirates \| + 12 s \| \| \| 3.º \| Luka Mezgec \| Mitchelton-Scott \| + 14 s \| \| \| 4.º \| Paweł Franczak \| Polonia \| + 16 s \| \| \| 5.º \| Jakub Kaczmarek \| Polonia \| + 17 s \| \| \| 6.º \| Danny van Poppel \| Team Jumbo-Visma \| + 18 s \| \| \| 7.º \| Fabio Jakobsen \| Deceuninck-Quick Step \| + 20 s \| \| \| 8.º \| Benjamin Swift \| Team Ineos \| + 22 s \| \| \| 9.º \| Quentin Jauregui \| AG2R La Mondiale \| + 22 s \| \| \| 10.º \| Matej Mohorič \| Bahrain-Merida \| + 23 s \| \| |                  |                       |                 |
| |                  |                       |                 |
| |                  |                       |                 |
| Clasificación general |                  |                       |                 |
| Ciclista | Ciclista         | Equipo                | Tiempo          |
| 1.º | Pascal Ackermann | Bora-Hansgrohe        | 9 h 59 min 57 s |
| 2.º | Fernando Gaviria | UAE Team Emirates     | + 12 s          |
| 3.º | Luka Mezgec      | Mitchelton-Scott      | + 14 s          |
| 4.º | Paweł Franczak   | Polonia               | + 16 s          |
| 5.º | Jakub Kaczmarek  | Polonia               | + 17 s          |
| 6.º | Danny van Poppel | Team Jumbo-Visma      | + 18 s          |
| 7.º | Fabio Jakobsen   | Deceuninck-Quick Step | + 20 s          |
| 8.º | Benjamin Swift   | Team Ineos            | + 22 s          |
| 9.º | Quentin Jauregui | AG2R La Mondiale      | + 22 s          |
| 10.º | Matej Mohorič    | Bahrain-Merida        | + 23 s          |

### 4.ª etapa
| Jaworzno - Kocierz (Beskid Mały) | etapa de montaña | (133,7 km) |

- Etapa neutralizada[3]

| \| Clasificación general \| Clasificación general \| Clasificación general \| Clasificación general \| Clasificación general \| \| Ciclista \| Ciclista \| Equipo \| Tiempo \| \| \| --------------------- \| --------------------- \| --------------------- \| --------------------- \| --------------------- \| \| 1.º \| Pascal Ackermann \| Bora-Hansgrohe \| 14 h 16 min 45 s \| \| \| 2.º \| Fernando Gaviria \| UAE Team Emirates \| + 12 s \| \| \| 3.º \| Luka Mezgec \| Mitchelton-Scott \| + 14 s \| \| \| 4.º \| Paweł Franczak \| Polonia \| + 16 s \| \| \| 5.º \| Jakub Kaczmarek \| Polonia \| + 17 s \| \| \| 6.º \| Fabio Jakobsen \| Deceuninck-Quick Step \| + 18 s \| \| \| 7.º \| Danny van Poppel \| Team Jumbo-Visma \| + 20 s \| \| \| 8.º \| Benjamin Swift \| Team Ineos \| + 22 s \| \| \| 9.º \| Quentin Jauregui \| AG2R La Mondiale \| + 22 s \| \| \| 10.º \| Matej Mohorič \| Bahrain-Merida \| + 23 s \| \| |                  |                       |                  |
| |                  |                       |                  |
| |                  |                       |                  |
| Clasificación general |                  |                       |                  |
| Ciclista | Ciclista         | Equipo                | Tiempo           |
| 1.º | Pascal Ackermann | Bora-Hansgrohe        | 14 h 16 min 45 s |
| 2.º | Fernando Gaviria | UAE Team Emirates     | + 12 s           |
| 3.º | Luka Mezgec      | Mitchelton-Scott      | + 14 s           |
| 4.º | Paweł Franczak   | Polonia               | + 16 s           |
| 5.º | Jakub Kaczmarek  | Polonia               | + 17 s           |
| 6.º | Fabio Jakobsen   | Deceuninck-Quick Step | + 18 s           |
| 7.º | Danny van Poppel | Team Jumbo-Visma      | + 20 s           |
| 8.º | Benjamin Swift   | Team Ineos            | + 22 s           |
| 9.º | Quentin Jauregui | AG2R La Mondiale      | + 22 s           |
| 10.º | Matej Mohorič    | Bahrain-Merida        | + 23 s           |

### 5.ª etapa
| Minas de sal de Wieliczka - Bielsko-Biała | etapa de media montaña | (154 km) |

| \| Clasificación de la etapa \| Clasificación de la etapa \| Clasificación de la etapa \| Clasificación de la etapa \| Clasificación de la etapa \| \| Ciclista \| Ciclista \| Equipo \| Tiempo \| \| \| ------------------------- \| ------------------------- \| ------------------------- \| ------------------------- \| ------------------------- \| \| 1.º \| Luka Mezgec \| Mitchelton-Scott \| 3 h 49 min 55 s \| \| \| 2.º \| Eduard Prades \| Movistar Team \| + 0 s \| \| \| 3.º \| Benjamin Swift \| Team Ineos \| + 0 s \| \| \| 4.º \| Petr Vakoč \| Deceuninck-Quick Step \| + 0 s \| \| \| 5.º \| Pierre Latour \| AG2R La Mondiale \| + 0 s \| \| \| 6.º \| Rafał Majka \| Bora-Hansgrohe \| + 0 s \| \| \| 7.º \| Enrico Battaglin \| Katusha-Alpecin \| + 0 s \| \| \| 8.º \| Marc Sarreau \| Groupama-FDJ \| + 0 s \| \| \| 9.º \| Chris Hamilton \| Team Sunweb \| + 0 s \| \| \| 10.º \| Michael Gogl \| Trek-Segafredo \| + 0 s \| \| |                  |                       |                 |
| |                  |                       |                 |
| |                  |                       |                 |
| Clasificación de la etapa |                  |                       |                 |
| Ciclista | Ciclista         | Equipo                | Tiempo          |
| 1.º | Luka Mezgec      | Mitchelton-Scott      | 3 h 49 min 55 s |
| 2.º | Eduard Prades    | Movistar Team         | + 0 s           |
| 3.º | Benjamin Swift   | Team Ineos            | + 0 s           |
| 4.º | Petr Vakoč       | Deceuninck-Quick Step | + 0 s           |
| 5.º | Pierre Latour    | AG2R La Mondiale      | + 0 s           |
| 6.º | Rafał Majka      | Bora-Hansgrohe        | + 0 s           |
| 7.º | Enrico Battaglin | Katusha-Alpecin       | + 0 s           |
| 8.º | Marc Sarreau     | Groupama-FDJ          | + 0 s           |
| 9.º | Chris Hamilton   | Team Sunweb           | + 0 s           |
| 10.º | Michael Gogl     | Trek-Segafredo        | + 0 s           |

| \| Clasificación general \| Clasificación general \| Clasificación general \| Clasificación general \| Clasificación general \| \| Ciclista \| Ciclista \| Equipo \| Tiempo \| \| \| --------------------- \| --------------------- \| --------------------- \| --------------------- \| --------------------- \| \| 1.º \| Pascal Ackermann \| Bora-Hansgrohe \| 18 h 06 min 30 s \| \| \| 2.º \| Luka Mezgec \| Mitchelton-Scott \| + 4 s \| \| \| 3.º \| Benjamin Swift \| Team Ineos \| + 16 s \| \| \| 4.º \| Eduard Prades \| Movistar Team \| + 18 s \| \| \| 5.º \| Matej Mohorič \| Bahrain-Merida \| + 20 s \| \| \| 6.º \| Quentin Jauregui \| AG2R La Mondiale \| + 22 s \| \| \| 7.º \| Pierre Latour \| AG2R La Mondiale \| + 23 s \| \| \| 8.º \| Marc Sarreau \| Groupama-FDJ \| + 24 s \| \| \| 9.º \| Clément Venturini \| AG2R La Mondiale \| + 24 s \| \| \| 10.º \| Diego Ulissi \| UAE Team Emirates \| + 24 s \| \| |                   |                   |                  |
| |                   |                   |                  |
| |                   |                   |                  |
| Clasificación general |                   |                   |                  |
| Ciclista | Ciclista          | Equipo            | Tiempo           |
| 1.º | Pascal Ackermann  | Bora-Hansgrohe    | 18 h 06 min 30 s |
| 2.º | Luka Mezgec       | Mitchelton-Scott  | + 4 s            |
| 3.º | Benjamin Swift    | Team Ineos        | + 16 s           |
| 4.º | Eduard Prades     | Movistar Team     | + 18 s           |
| 5.º | Matej Mohorič     | Bahrain-Merida    | + 20 s           |
| 6.º | Quentin Jauregui  | AG2R La Mondiale  | + 22 s           |
| 7.º | Pierre Latour     | AG2R La Mondiale  | + 23 s           |
| 8.º | Marc Sarreau      | Groupama-FDJ      | + 24 s           |
| 9.º | Clément Venturini | AG2R La Mondiale  | + 24 s           |
| 10.º | Diego Ulissi      | UAE Team Emirates | + 24 s           |

### 6.ª etapa
| Zakopane - Kościelisko | etapa de montaña | (160 km) |

| \| Clasificación de la etapa \| Clasificación de la etapa \| Clasificación de la etapa \| Clasificación de la etapa \| Clasificación de la etapa \| \| Ciclista \| Ciclista \| Equipo \| Tiempo \| \| \| ------------------------- \| ------------------------- \| ------------------------- \| ------------------------- \| ------------------------- \| \| 1.º \| Jonas Vingegaard \| Team Jumbo-Visma \| 4 h 07 min 13 s \| \| \| 2.º \| Pavel Sivakov \| Team Ineos \| + 0 s \| \| \| 3.º \| Jai Hindley \| Team Sunweb \| + 0 s \| \| \| 4.º \| Sergio Higuita \| EF Education First \| + 8 s \| \| \| 5.º \| Rafał Majka \| Bora-Hansgrohe \| + 10 s \| \| \| 6.º \| Pierre Latour \| AG2R La Mondiale \| + 10 s \| \| \| 7.º \| Davide Formolo \| Bora-Hansgrohe \| + 10 s \| \| \| 8.º \| Tao Geoghegan Hart \| Team Ineos \| + 10 s \| \| \| 9.º \| Chris Hamilton \| Team Sunweb \| + 10 s \| \| \| 10.º \| Diego Ulissi \| UAE Team Emirates \| + 10 s \| \| |                    |                    |                 |
| |                    |                    |                 |
| |                    |                    |                 |
| Clasificación de la etapa |                    |                    |                 |
| Ciclista | Ciclista           | Equipo             | Tiempo          |
| 1.º | Jonas Vingegaard   | Team Jumbo-Visma   | 4 h 07 min 13 s |
| 2.º | Pavel Sivakov      | Team Ineos         | + 0 s           |
| 3.º | Jai Hindley        | Team Sunweb        | + 0 s           |
| 4.º | Sergio Higuita     | EF Education First | + 8 s           |
| 5.º | Rafał Majka        | Bora-Hansgrohe     | + 10 s          |
| 6.º | Pierre Latour      | AG2R La Mondiale   | + 10 s          |
| 7.º | Davide Formolo     | Bora-Hansgrohe     | + 10 s          |
| 8.º | Tao Geoghegan Hart | Team Ineos         | + 10 s          |
| 9.º | Chris Hamilton     | Team Sunweb        | + 10 s          |
| 10.º | Diego Ulissi       | UAE Team Emirates  | + 10 s          |

| \| Clasificación general \| Clasificación general \| Clasificación general \| Clasificación general \| Clasificación general \| \| Ciclista \| Ciclista \| Equipo \| Tiempo \| \| \| --------------------- \| --------------------- \| --------------------- \| --------------------- \| --------------------- \| \| 1.º \| Jonas Vingegaard \| Team Jumbo-Visma \| 22 h 13 min 57 s \| \| \| 2.º \| Pavel Sivakov \| Team Ineos \| + 4 s \| \| \| 3.º \| Jai Hindley \| Team Sunweb \| + 6 s \| \| \| 4.º \| Diego Ulissi \| UAE Team Emirates \| + 17 s \| \| \| 5.º \| Sergio Higuita \| EF Education First \| + 18 s \| \| \| 6.º \| Pierre Latour \| AG2R La Mondiale \| + 19 s \| \| \| 7.º \| Davide Formolo \| Bora-Hansgrohe \| + 20 s \| \| \| 8.º \| Chris Hamilton \| Team Sunweb \| + 20 s \| \| \| 9.º \| Rafał Majka \| Bora-Hansgrohe \| + 20 s \| \| \| 10.º \| James Knox \| Deceuninck-Quick Step \| + 20 s \| \| |                  |                       |                  |
| |                  |                       |                  |
| |                  |                       |                  |
| Clasificación general |                  |                       |                  |
| Ciclista | Ciclista         | Equipo                | Tiempo           |
| 1.º | Jonas Vingegaard | Team Jumbo-Visma      | 22 h 13 min 57 s |
| 2.º | Pavel Sivakov    | Team Ineos            | + 4 s            |
| 3.º | Jai Hindley      | Team Sunweb           | + 6 s            |
| 4.º | Diego Ulissi     | UAE Team Emirates     | + 17 s           |
| 5.º | Sergio Higuita   | EF Education First    | + 18 s           |
| 6.º | Pierre Latour    | AG2R La Mondiale      | + 19 s           |
| 7.º | Davide Formolo   | Bora-Hansgrohe        | + 20 s           |
| 8.º | Chris Hamilton   | Team Sunweb           | + 20 s           |
| 9.º | Rafał Majka      | Bora-Hansgrohe        | + 20 s           |
| 10.º | James Knox       | Deceuninck-Quick Step | + 20 s           |

### 7.ª etapa
| Bukowina Tatrzańska - Bukowina Tatrzańska | etapa de montaña | (153 km) |

| \| Clasificación de la etapa \| Clasificación de la etapa \| Clasificación de la etapa \| Clasificación de la etapa \| Clasificación de la etapa \| \| Ciclista \| Ciclista \| Equipo \| Tiempo \| \| \| ------------------------- \| ------------------------- \| ------------------------- \| ------------------------- \| ------------------------- \| \| 1.º \| Matej Mohorič \| Bahrain-Merida \| 4 h 04 min 42 s \| \| \| 2.º \| Neilson Powless \| Team Jumbo-Visma \| + 55 s \| \| \| 3.º \| Gianluca Brambilla \| Trek-Segafredo \| + 1 min 07 s \| \| \| 4.º \| Tsgabu Grmay \| Mitchelton-Scott \| + 1 min 19 s \| \| \| 5.º \| Paweł Poljański \| Bora-Hansgrohe \| + 1 min 32 s \| \| \| 6.º \| Dani Navarro \| Katusha-Alpecin \| + 1 min 57 s \| \| \| 7.º \| Kilian Frankiny \| Groupama-FDJ \| + 1 min 57 s \| \| \| 8.º \| Pierre Latour \| AG2R La Mondiale \| + 2 min 15 s \| \| \| 9.º \| Sergio Higuita \| EF Education First \| + 2 min 15 s \| \| \| 10.º \| Diego Ulissi \| UAE Team Emirates \| + 2 min 15 s \| \| |                    |                    |                 |
| |                    |                    |                 |
| |                    |                    |                 |
| Clasificación de la etapa |                    |                    |                 |
| Ciclista | Ciclista           | Equipo             | Tiempo          |
| 1.º | Matej Mohorič      | Bahrain-Merida     | 4 h 04 min 42 s |
| 2.º | Neilson Powless    | Team Jumbo-Visma   | + 55 s          |
| 3.º | Gianluca Brambilla | Trek-Segafredo     | + 1 min 07 s    |
| 4.º | Tsgabu Grmay       | Mitchelton-Scott   | + 1 min 19 s    |
| 5.º | Paweł Poljański    | Bora-Hansgrohe     | + 1 min 32 s    |
| 6.º | Dani Navarro       | Katusha-Alpecin    | + 1 min 57 s    |
| 7.º | Kilian Frankiny    | Groupama-FDJ       | + 1 min 57 s    |
| 8.º | Pierre Latour      | AG2R La Mondiale   | + 2 min 15 s    |
| 9.º | Sergio Higuita     | EF Education First | + 2 min 15 s    |
| 10.º | Diego Ulissi       | UAE Team Emirates  | + 2 min 15 s    |

## Clasificaciones finales
- Las clasificaciones finalizaron de la siguiente forma:[4]

### Clasificación general
| \| Clasificación general \| Clasificación general \| Clasificación general \| Clasificación general \| Clasificación general \| \| Ciclista \| Ciclista \| Equipo \| Tiempo \| \| \| --------------------- \| --------------------- \| --------------------- \| --------------------- \| --------------------- \| \| 1.º \| Pavel Sivakov \| Team Ineos \| 26 h 20 min 58 s \| \| \| 2.º \| Jai Hindley \| Team Sunweb \| + 2 s \| \| \| 3.º \| Diego Ulissi \| UAE Team Emirates \| + 12 s \| \| \| 4.º \| Sergio Higuita \| EF Education First \| + 14 s \| \| \| 5.º \| Tao Geoghegan Hart \| Team Ineos \| + 14 s \| \| \| 6.º \| Pierre Latour \| AG2R La Mondiale \| + 15 s \| \| \| 7.º \| Davide Formolo \| Bora-Hansgrohe \| + 16 s \| \| \| 8.º \| Chris Hamilton \| Team Sunweb \| + 16 s \| \| \| 9.º \| Rafał Majka \| Bora-Hansgrohe \| + 16 s \| \| \| 10.º \| James Knox \| Deceuninck-Quick Step \| + 16 s \| \| |                    |                       |                  |
| |                    |                       |                  |
| Fuente: ProCyclingStats |                    |                       |                  |
| Clasificación general |                    |                       |                  |
| Ciclista | Ciclista           | Equipo                | Tiempo           |
| 1.º | Pavel Sivakov      | Team Ineos            | 26 h 20 min 58 s |
| 2.º | Jai Hindley        | Team Sunweb           | + 2 s            |
| 3.º | Diego Ulissi       | UAE Team Emirates     | + 12 s           |
| 4.º | Sergio Higuita     | EF Education First    | + 14 s           |
| 5.º | Tao Geoghegan Hart | Team Ineos            | + 14 s           |
| 6.º | Pierre Latour      | AG2R La Mondiale      | + 15 s           |
| 7.º | Davide Formolo     | Bora-Hansgrohe        | + 16 s           |
| 8.º | Chris Hamilton     | Team Sunweb           | + 16 s           |
| 9.º | Rafał Majka        | Bora-Hansgrohe        | + 16 s           |
| 10.º | James Knox         | Deceuninck-Quick Step | + 16 s           |

### Clasificación por puntos
| Clasificación por puntos | Clasificación por puntos | Clasificación por puntos | Clasificación por puntos | Clasificación por puntos |
| Ciclista                 | Ciclista                 | Equipo                   | Puntos                   |                          |
| ------------------------ | ------------------------ | ------------------------ | ------------------------ | ------------------------ |

### Clasificación de la montaña
| Clasificación de la montaña | Clasificación de la montaña | Clasificación de la montaña | Clasificación de la montaña | Clasificación de la montaña |
| Ciclista                    | Ciclista                    | Equipo                      | Puntos                      |                             |
| --------------------------- | --------------------------- | --------------------------- | --------------------------- | --------------------------- |
| 1.º                         | Simon Geschke               | CCC Team                    | 60 pts                      |                             |
| 2.º                         | Tomasz Marczynski           | Lotto-Soudal                | 57 pts                      |                             |
| 3.º                         | Matej Mohorič               | Bahrain-Merida              | 35 pts                      |                             |
| 4.º                         | Carl Fredrik Hagen          | Lotto-Soudal                | 31 pts                      |                             |
| 5.º                         | Geoffrey Bouchard           | AG2R La Mondiale            | 22 pts                      |                             |
| 6.º                         | Merhawi Kudus               | Astana                      | 14 pts                      |                             |
| 7.º                         | Jonas Vingegaard            | Team Jumbo-Visma            | 14 pts                      |                             |
| 8.º                         | Davide Formolo              | Bora-Hansgrohe              | 12 pts                      |                             |
| 9.º                         | Jai Hindley                 | Team Sunweb                 | 10 pts                      |                             |
| 10.º                        | Matteo Fabbro               | Katusha-Alpecin             | 10 pts                      |                             |

### Clasificación de la combatividad
| Clasificación de la combatividad | Clasificación de la combatividad | Clasificación de la combatividad | Clasificación de la combatividad | Clasificación de la combatividad |
| Ciclista                         | Ciclista                         | Equipo                           | Puntos                           |                                  |
| -------------------------------- | -------------------------------- | -------------------------------- | -------------------------------- | -------------------------------- |
| 1.º                              | Charles Planet                   | Team Novo Nordisk                | 19 pts                           |                                  |
| 2.º                              | Matej Mohorič                    | Bahrain-Merida                   | 15 pts                           |                                  |
| 3.º                              | Petr Vakoč                       | Deceuninck-Quick Step            | 7 pts                            |                                  |
| 4.º                              | Diego Ulissi                     | UAE Team Emirates                | 4 pts                            |                                  |
| 5.º                              | Carl Fredrik Hagen               | Lotto-Soudal                     | 4 pts                            |                                  |
| 6.º                              | Benjamin Swift                   | Team Ineos                       | 4 pts                            |                                  |
| 7.º                              | Geoffrey Bouchard                | AG2R La Mondiale                 | 4 pts                            |                                  |
| 8.º                              | Tao Geoghegan Hart               | Team Ineos                       | 2 pts                            |                                  |
| 9.º                              | Szymon Rekita                    | Polonia                          | 2 pts                            |                                  |
| 10.º                             | Quentin Jauregui                 | AG2R La Mondiale                 | 2 pts                            |                                  |

### Clasificación por equipos
| Clasificación por equipos | Clasificación por equipos | Clasificación por equipos | Clasificación por equipos |
| Equipo                    | Equipo                    | Tiempo                    |                           |
| ------------------------- | ------------------------- | ------------------------- | ------------------------- |
| 1.º                       | Ineos                     | 79 h 07 min 11 s          |                           |
| 2.º                       | Team Sunweb               | + 11 s                    |                           |
| 3.º                       | Mitchelton-Scott          | + 4 min 09 s              |                           |
| 4.º                       | Team Jumbo-Visma          | + 10 min 59 s             |                           |
| 5.º                       | Bora-hansgrohe            | + 11 min 10 s             |                           |
| 6.º                       | EF Education First        | + 17 min 16 s             |                           |
| 7.º                       | Astana                    | + 18 min 24 s             |                           |
| 8.º                       | AG2R La Mondiale          | + 26 min 28 s             |                           |
| 9.º                       | Bahrain-Merida            | + 26 min 57 s             |                           |
| 10.º                      | UAE Team Emirates         | + 30 min 03 s             |                           |

## Evolución de las clasificaciones
| Etapa                   | Vencedor                | Clasificación general | Clasificación por puntos | Clasificación de la montaña | Clasificación de la combatividad | Clasificación por equipos |
| ----------------------- | ----------------------- | --------------------- | ------------------------ | --------------------------- | -------------------------------- | ------------------------- |
| 1.ª                     | Pascal Ackermann        | Pascal Ackermann      | Pascal Ackermann         | Charles Planet              | Jakub Kaczmarek                  | UAE Emirates              |
| 2.ª                     | Luka Mezgec             | Pascal Ackermann      | Pascal Ackermann         | Charles Planet              | Charles Planet                   | Bora-Hansgrohe            |
| 3.ª                     | Pascal Ackermann        | Pascal Ackermann      | Pascal Ackermann         | Charles Planet              | Charles Planet                   | Bora-Hansgrohe            |
| 4.ª                     | neutralizada            | Pascal Ackermann      | Pascal Ackermann         | Charles Planet              | Charles Planet                   | Bora-Hansgrohe            |
| 5.ª                     | Luka Mezgec             | Pascal Ackermann      | Pascal Ackermann         | Rodrigo Contreras           | Charles Planet                   | Bora-Hansgrohe            |
| 6.ª                     | Jonas Vingegaard        | Jonas Vingegaard      | Marc Sarreau             | Tomasz Marczynski           | Charles Planet                   | INEOS                     |
| 7.ª                     | Matej Mohorič           | Pavel Sivakov         | Marc Sarreau             | Simon Geschke               | Charles Planet                   | INEOS                     |
| Clasificaciones finales | Clasificaciones finales | Pavel Sivakov         | Marc Sarreau             | Simon Geschke               | Charles Planet                   | INEOS                     |

## Ciclistas participantes y posiciones finales
Convenciones:
- AB-N: Abandono en la etapa "N"
- FLT-N: Retiro por llegada fuera del límite de tiempo en la etapa "N"
- NTS-N: No tomó la salida para la etapa "N"
- DES-N: Descalificado o expulsado en la etapa "N"

## UCI World Ranking
El Tour de Polonia otorgó puntos para el UCI World Ranking para corredores de los equipos en las categorías UCI WorldTeam, Profesional Continental y Continental. Las siguientes tablas muestran el baremo de puntuación y los 10 corredores que obtuvieron más puntos:
| Posición              | 1.º | 2.º | 3.º | 4.º | 5.º | 6.º | 7.º | 8.º | 9.º | 10.º | 11.º | 12.º | 13.º | 14.º | 15.º | 16.º-20.º | 21.º-30.º | 31.º-50.º | 51.º-55.º | 56.º-60.º |
| Clasificación general | 400 | 320 | 260 | 220 | 180 | 140 | 120 | 100 | 80  | 68   | 56   | 48   | 40   | 32   | 28   | 24        | 16        | 8         | 4         | 2         |
| Por etapa             | 50  | 20  | 8   |     |     |     |     |     |     |      |      |      |      |      |      |           |           |           |           |           |
| Líder                 | 8   |     |     |     |     |     |     |     |     |      |      |      |      |      |      |           |           |           |           |           |

| Clasificación |                    |                    |         |       |       |       |
| Ciclista      | Ciclista           | Equipo             | General | Etapa | Líder | Total |
| ------------- | ------------------ | ------------------ | ------- | ----- | ----- | ----- |
| 1.º           | Pavel Sivakov      | INEOS              | 500     | 20    | -     | 520   |
| 2.º           | Jai Hindley        | Sunweb             | 400     | 8     | -     | 408   |
| 3.º           | Diego Ulissi       | UAE Emirates       | 325     | -     | -     | 325   |
| 4.º           | Sergio Higuita     | EF Education First | 275     | -     | -     | 275   |
| 5.º           | Tao Geoghegan Hart | INEOS              | 225     | -     | -     | 225   |
| 6.º           | Pierre Latour      | AG2R La Mondiale   | 175     | -     | -     | 175   |
| 7.º           | Davide Formolo     | Bora-Hansgrohe     | 150     | -     | -     | 150   |
| 8.º           | Pascal Ackermann   | Bora-Hansgrohe     | -       | 108   | 40    | 148   |
| 9.º           | Chris Hamilton     | Sunweb             | 125     | -     | -     | 125   |
| 10.º          | Rafał Majka        | Bora-Hansgrohe     | 100     | -     | -     | 100   |